# 24 uur van Le Mans 2023
De 24 uur van Le Mans 2023 was de 91e editie van deze endurancerace. De race vond honderd jaar na de eerste editie plaats. De race werd verreden op 10 en 11 juni 2023 op het Circuit de la Sarthe nabij Le Mans, Frankrijk. Het was de vierde race van het FIA World Endurance Championship-seizoen 2023.
De race werd gewonnen door de Ferrari - AF Corse #51 van James Calado, Antonio Giovinazzi en Alessandro Pier Guidi. Zij behaalden allemaal hun eerste Le Mans-zege. De LMP2-klasse werd gewonnen door de Inter Europol Competition #34 van Albert Costa, Fabio Scherer en Jakub Śmiechowski. De LMP2 Pro-Am-klasse werd gewonnen door de Algarve Pro Racing #45 van James Allen, Colin Braun en George Kurtz. De LMGTE Am-klasse werd gewonnen door de Corvette Racing #33 van Nick Catsburg, Ben Keating en Nicolás Varrone.

## Inschrijvingen
- In de LMP2-klasse worden inschrijvingen in de LMP2 Pro-Am Cup, een klasse waarbij een amateurcoureur meedoet, aangeduid met een ster.

| No.                               | Team                         | Auto                         | Banden                       | Rijder 1                     | Rijder 2                     | Rijder 3                     |                              |
| Hypercar (16 inschrijvingen)      | Hypercar (16 inschrijvingen) | Hypercar (16 inschrijvingen) | Hypercar (16 inschrijvingen) | Hypercar (16 inschrijvingen) | Hypercar (16 inschrijvingen) | Hypercar (16 inschrijvingen) | Hypercar (16 inschrijvingen) |
| --------------------------------- | ---------------------------- | ---------------------------- | ---------------------------- | ---------------------------- | ---------------------------- | ---------------------------- | ---------------------------- |
| 2                                 | Cadillac Racing              | Cadillac V-Series.R          | M                            | Earl Bamber                  | Alex Lynn                    | Richard Westbrook            |                              |
| 3                                 | Cadillac Racing              | Cadillac V-Series.R          | M                            | Sébastien Bourdais           | Scott Dixon                  | Renger van der Zande         |                              |
| 4                                 | Floyd Vanwall Racing Team    | Vanwall Vandervell 680       | M                            | Tom Dillmann                 | Esteban Guerrieri            | Tristan Vautier              |                              |
| 5                                 | Porsche Penske Motorsport    | Porsche 963                  | M                            | Dane Cameron                 | Michael Christensen          | Frédéric Makowiecki          |                              |
| 6                                 | Porsche Penske Motorsport    | Porsche 963                  | M                            | Kévin Estre                  | André Lotterer               | Laurens Vanthoor             |                              |
| 7                                 | Toyota Gazoo Racing          | Toyota GR010 Hybrid          | M                            | Mike Conway                  | Kamui Kobayashi              | José María López             |                              |
| 8                                 | Toyota Gazoo Racing          | Toyota GR010 Hybrid          | M                            | Sébastien Buemi              | Brendon Hartley              | Ryō Hirakawa                 |                              |
| 38                                | Hertz Team Jota              | Porsche 963                  | M                            | António Félix da Costa       | Will Stevens                 | Ye Yifei                     |                              |
| 50                                | Ferrari - AF Corse           | Ferrari 499P                 | M                            | Antonio Fuoco                | Miguel Molina                | Nicklas Nielsen              |                              |
| 51                                | Ferrari - AF Corse           | Ferrari 499P                 | M                            | James Calado                 | Antonio Giovinazzi           | Alessandro Pier Guidi        |                              |
| 75                                | Porsche Penske Motorsport    | Porsche 963                  | M                            | Mathieu Jaminet              | Felipe Nasr                  | Nick Tandy                   |                              |
| 93                                | Peugeot TotalEnergies        | Peugeot 9X8                  | M                            | Paul di Resta                | Mikkel Jensen                | Jean-Éric Vergne             |                              |
| 94                                | Peugeot TotalEnergies        | Peugeot 9X8                  | M                            | Loïc Duval                   | Gustavo Menezes              | Nico Müller                  |                              |
| 311                               | Action Express Racing        | Cadillac V-Series.R          | M                            | Jack Aitken                  | Pipo Derani                  | Alexander Sims               |                              |
| 708                               | Glickenhaus Racing           | Glickenhaus 007 LMH          | M                            | Ryan Briscoe                 | Romain Dumas                 | Olivier Pla                  |                              |
| 709                               | Glickenhaus Racing           | Glickenhaus 007 LMH          | M                            | Nathanaël Berthon            | Esteban Gutiérrez            | Franck Mailleux              |                              |
| LMP2 (24 inschrijvingen)          |                              |                              |                              |                              |                              |                              |                              |
| 9                                 | Prema Racing                 | Oreca 07-Gibson              | G                            | Juan Manuel Correa           | Filip Ugran                  | Bent Viscaal                 |                              |
| 10                                | Vector Sport                 | Oreca 07-Gibson              | G                            | Gabriel Aubry                | Ryan Cullen                  | Matthias Kaiser              |                              |
| 13                                | Tower Motorsports*           | Oreca 07-Gibson              | G                            | René Rast                    | Ricky Taylor                 | Steven Thomas                |                              |
| 14                                | Nielsen Racing*              | Oreca 07-Gibson              | G                            | Mathias Beche                | Ben Hanley                   | Rodrigo Sales                |                              |
| 22                                | United Autosports            | Oreca 07-Gibson              | G                            | Filipe Albuquerque           | Philip Hanson                | Frederick Lubin              |                              |
| 23                                | United Autosports            | Oreca 07-Gibson              | G                            | Tom Blomqvist                | Oliver Jarvis                | Josh Pierson                 |                              |
| 28                                | Jota                         | Oreca 07-Gibson              | G                            | Pietro Fittipaldi            | David Heinemeier Hansson     | Oliver Rasmussen             |                              |
| 30                                | Duqueine Team                | Oreca 07-Gibson              | G                            | René Binder                  | Neel Jani                    | Nico Pino                    |                              |
| 31                                | Team WRT                     | Oreca 07-Gibson              | G                            | Robin Frijns                 | Sean Gelael                  | Ferdinand Habsburg           |                              |
| 32                                | Inter Europol Competition*   | Oreca 07-Gibson              | G                            | Anders Fjordbach             | Mark Kvamme                  | Jan Magnussen                |                              |
| 34                                | Inter Europol Competition    | Oreca 07-Gibson              | G                            | Albert Costa                 | Fabio Scherer                | Jakub Śmiechowski            |                              |
| 35                                | Alpine Elf Team              | Oreca 07-Gibson              | G                            | Olli Caldwell                | André Negrão                 | Memo Rojas                   |                              |
| 36                                | Alpine Elf Team              | Oreca 07-Gibson              | G                            | Julien Canal                 | Charles Milesi               | Matthieu Vaxivière           |                              |
| 37                                | Cool Racing*                 | Oreca 07-Gibson              | G                            | Alexandre Coigny             | Malthe Jakobsen              | Nicolas Lapierre             |                              |
| 39                                | Graff Racing*                | Oreca 07-Gibson              | G                            | Giedo van der Garde          | Roberto Lacorte              | Patrick Pilet                |                              |
| 41                                | Team WRT                     | Oreca 07-Gibson              | G                            | Rui Andrade                  | Louis Delétraz               | Robert Kubica                |                              |
| 43                                | DKR Engineering*             | Oreca 07-Gibson              | G                            | Maxime Martin                | Tom van Rompuy               | Ugo de Wilde                 |                              |
| 45                                | Algarve Pro Racing*          | Oreca 07-Gibson              | G                            | James Allen                  | Colin Braun                  | George Kurtz                 |                              |
| 47                                | Cool Racing                  | Oreca 07-Gibson              | G                            | Reshad de Gerus              | Vladislav Lomko              | Simon Pagenaud               |                              |
| 48                                | IDEC Sport                   | Oreca 07-Gibson              | G                            | Paul-Loup Chatin             | Laurents Hörr                | Paul Lafargue                |                              |
| 63                                | Prema Racing                 | Oreca 07-Gibson              | G                            | Mirko Bortolotti             | Daniil Kvjat                 | Doriane Pin                  |                              |
| 65                                | Panis Racing                 | Oreca 07-Gibson              | G                            | Tijmen van der Helm          | Manuel Maldonado             | Job van Uitert               |                              |
| 80                                | AF Corse*                    | Oreca 07-Gibson              | G                            | Ben Barnicoat                | Norman Nato                  | François Perrodo             |                              |
| 923                               | Racing Team Turkey*          | Oreca 07-Gibson              | G                            | Tom Gamble                   | Dries Vanthoor               | Salih Yoluç                  |                              |
| LMGTE Am (21 inschrijvingen)      |                              |                              |                              |                              |                              |                              |                              |
| 16                                | Proton Competition           | Porsche 911 RSR-19           | M                            | Ryan Hardwick                | Jan Heylen                   | Zacharie Robichon            |                              |
| 21                                | AF Corse                     | Ferrari 488 GTE Evo          | M                            | Simon Mann                   | Ulysse de Pauw               | Julien Piguet                |                              |
| 25                                | ORT by TF                    | Aston Martin Vantage AMR     | M                            | Ahmad Al Harthy              | Michael Dinan                | Charlie Eastwood             |                              |
| 33                                | Corvette Racing              | Chevrolet Corvette C8.R      | M                            | Nick Catsburg                | Ben Keating                  | Nicolás Varrone              |                              |
| 54                                | AF Corse                     | Ferrari 488 GTE Evo          | M                            | Francesco Castellacci        | Thomas Flohr                 | Davide Rigon                 |                              |
| 55                                | GMB Motorsport               | Aston Martin Vantage AMR     | M                            | Gustav Birch                 | Jens Reno Møller             | Marco Sørensen               |                              |
| 56                                | Project 1 - AO               | Porsche 911 RSR-19           | M                            | Matteo Cairoli               | P. J. Hyett                  | Gunnar Jeannette             |                              |
| 57                                | Kessel Racing                | Ferrari 488 GTE Evo          | M                            | Scott Huffaker               | Takeshi Kimura               | Daniel Serra                 |                              |
| 60                                | Iron Lynx                    | Porsche 911 RSR-19           | M                            | Matteo Cressoni              | Alessio Picariello           | Claudio Schiavoni            |                              |
| 66                                | JMW Motorsport               | Ferrari 488 GTE Evo          | M                            | Thomas Neubauer              | Giacomo Petrobelli           | Louis Prette                 |                              |
| 72                                | TF Sport                     | Aston Martin Vantage AMR     | M                            | Valentin Hasse-Clot          | Arnold Robin                 | Maxime Robin                 |                              |
| 74                                | Kessel Racing                | Ferrari 488 GTE Evo          | M                            | Kei Cozzolino                | Yorikatsu Tsujiko            | Naoki Yokomizo               |                              |
| 77                                | Dempsey-Proton Racing        | Porsche 911 RSR-19           | M                            | Julien Andlauer              | Christian Ried               | Mikkel O. Pedersen           |                              |
| 83                                | Richard Mille AF Corse       | Ferrari 488 GTE Evo          | M                            | Luis Pérez Companc           | Alessio Rovera               | Lilou Wadoux                 |                              |
| 85                                | Iron Dames                   | Porsche 911 RSR-19           | M                            | Sarah Bovy                   | Rahel Frey                   | Michelle Gatting             |                              |
| 86                                | GR Racing                    | Porsche 911 RSR-19           | M                            | Ben Barker                   | Riccardo Pera                | Michael Wainwright           |                              |
| 88                                | Proton Competition           | Porsche 911 RSR-19           | M                            | Jonas Ried                   | Harry Tincknell              | Don Yount                    |                              |
| 98                                | NorthWest AMR                | Aston Martin Vantage AMR     | M                            | Ian James                    | Daniel Mancinelli            | Alex Riberas                 |                              |
| 100                               | Walkenhorst Motorsport       | Ferrari 488 GTE Evo          | M                            | Andrew Haryanto              | Chandler Hull                | Jeff Segal                   |                              |
| 777                               | D'Station Racing             | Aston Martin Vantage AMR     | M                            | Tomonobu Fujii               | Satoshi Hoshino              | Casper Stevenson             |                              |
| 911                               | Proton Competition           | Porsche 911 RSR-19           | M                            | Michael Fassbender           | Richard Lietz                | Martin Rump                  |                              |
| Innovatieve auto (1 inschrijving) |                              |                              |                              |                              |                              |                              |                              |
| 24                                | Hendrick Motorsports         | Chevrolet Camaro ZL1         | G                            | Jenson Button                | Jimmie Johnson               | Mike Rockenfeller            |                              |

## Kwalificatie
Tijden vetgedrukt betekent de snelste tijd in die klasse. Enkel de snelste acht teams uit iedere klasse namen deel aan de Hyperpole-sessie. De auto's werden per klasse op de startopstelling geplaatst, ongeacht hun tijd: op volgorde zijn dit de Hypercar, LMP2, de innovatieve auto en LMGTE Am. Uitzondering hierop zijn de auto's die geen kwalificatietijd neer hadden gezet.
| Pos. | Klasse      | No. | Team                      | Kwalificatie | Hyperpole | Grid |
| ---- | ----------- | --- | ------------------------- | ------------ | --------- | ---- |
| 1    | Hypercar    | 50  | Ferrari - AF Corse        | 3:25.213     | 3:22.982  | 1    |
| 2    | Hypercar    | 51  | Ferrari - AF Corse        | 3:25.412     | 3:23.755  | 2    |
| 3    | Hypercar    | 8   | Toyota Gazoo Racing       | 3:25.749     | 3:24.451  | 3    |
| 4    | Hypercar    | 75  | Porsche Penske Motorsport | 3:25.868     | 3:24.531  | 4    |
| 5    | Hypercar    | 7   | Toyota Gazoo Racing       | 3:25.485     | 3:24.933  | 5    |
| 6    | Hypercar    | 2   | Cadillac Racing           | 3:26.020     | 3:25.170  | 6    |
| 7    | Hypercar    | 5   | Porsche Penske Motorsport | 3:25.848     | 3:25.176  | 7    |
| 8    | Hypercar    | 3   | Cadillac Racing           | 3:25.924     | 3:25.521  | 8    |
| 9    | Hypercar    | 6   | Porsche Penske Motorsport | 3:26.900     |           | 9    |
| 10   | Hypercar    | 93  | Peugeot TotalEnergies     | 3:27.260     |           | 10   |
| 11   | Hypercar    | 94  | Peugeot TotalEnergies     | 3:27.850     |           | 11   |
| 12   | Hypercar    | 708 | Glickenhaus Racing        | 3:28.497     |           | 12   |
| 13   | Hypercar    | 311 | Action Express Racing     | 3:28.767     |           | 13   |
| 14   | Hypercar    | 709 | Glickenhaus Racing        | 3:29.082     |           | 14   |
| 15   | Hypercar    | 4   | Floyd Vanwall Racing Team | 3:29.745     |           | 15   |
| 16   | LMP2        | 48  | IDEC Sport                | 3:34.985     | 3:32.923  | 16   |
| 17   | LMP2        | 28  | Jota                      | 3:34.751     | 3:33.035  | 17   |
| 18   | LMP2        | 41  | Team WRT                  | 3:34.753     | 3:33.240  | 18   |
| 19   | LMP2        | 47  | Cool Racing               | 3:35.105     | 3:33.580  | 19   |
| 20   | LMP2        | 63  | Prema Racing              | 3:34.793     | 3:33.983  | 20   |
| 21   | LMP2 Pro-Am | 14  | Nielsen Racing            | 3:35.453     | 3:34.021  | 21   |
| 22   | LMP2        | 9   | Prema Racing              | 3:35.392     | 3:34.658  | 22   |
| 23   | LMP2        | 10  | Vector Sport              | 3:34.985     | 3:35.091  | 23   |
| 24   | LMP2 Pro-Am | 45  | Algarve Pro Racing        | 3:35.578     |           | 24   |
| 25   | LMP2        | 22  | United Autosports         | 3:35.587     |           | 25   |
| 26   | LMP2 Pro-Am | 923 | Racing Team Turkey        | 3:35.658     |           | 26   |
| 27   | LMP2        | 65  | Panis Racing              | 3:35.691     |           | 27   |
| 28   | LMP2        | 34  | Inter Europol Competition | 3:35.755     |           | 28   |
| 29   | LMP2        | 23  | United Autosports         | 3:35.853     |           | 29   |
| 30   | LMP2        | 31  | Team WRT                  | 3:35.853     |           | 30   |
| 31   | LMP2 Pro-Am | 37  | Cool Racing               | 3:36.271     |           | 31   |
| 32   | LMP2 Pro-Am | 80  | AF Corse                  | 3:36.483     |           | 32   |
| 33   | LMP2 Pro-Am | 43  | DKR Engineering           | 3:37.146     |           | 33   |
| 34   | LMP2        | 35  | Alpine Elf Team           | 3:37.498     |           | 34   |
| 35   | LMP2        | 30  | Duqueine Team             | 3:37.584     |           | 35   |
| 36   | LMP2 Pro-Am | 32  | Inter Europol Competition | 3:39.303     |           | 36   |
| 37   | Innovatief  | 24  | Hendrick Motorsports      | 3:47.976     |           | 39   |
| 38   | LMP2 Pro-Am | 39  | Graff Racing              | 3:49.288     |           | 37   |
| 39   | LMGTE Am    | 33  | Corvette Racing           | 3:52.228     | 3:52.376  | 40   |
| 40   | LMGTE Am    | 25  | ORT by TF                 | 3:52.431     | 3:53.905  | 41   |
| 41   | LMGTE Am    | 54  | AF Corse                  | 3:51.914     | 3:54.582  | 42   |
| 42   | LMGTE Am    | 21  | AF Corse                  | 3:52.968     | 3:54.744  | 43   |
| 43   | LMGTE Am    | 83  | Richard Mille AF Corse    | 3:51.877     | 3:55.033  | 44   |
| 44   | LMGTE Am    | 57  | Kessel Racing             | 3:52.459     | 3:55.637  | 45   |
| 45   | LMGTE Am    | 55  | GMB Motorsport            | 3:52.484     | 3:57.240  | 46   |
| 46   | LMGTE Am    | 74  | Kessel Racing             | 3:53.263     | 3:59.648  | 47   |
| 47   | LMGTE Am    | 77  | Dempsey-Proton Racing     | 3:53.481     |           | 48   |
| 48   | LMGTE Am    | 86  | GR Racing                 | 3:53.531     |           | 49   |
| 49   | LMGTE Am    | 100 | Walkenhorst Motorsport    | 3:53.590     |           | 50   |
| 50   | LMGTE Am    | 85  | Iron Dames                | 3:53.603     |           | 51   |
| 51   | LMGTE Am    | 60  | Iron Lynx                 | 3:53.626     |           | 52   |
| 52   | LMGTE Am    | 72  | TF Sport                  | 3:53.703     |           | 53   |
| 53   | LMGTE Am    | 56  | Project 1 - AO            | 3:53.947     |           | 54   |
| 54   | LMGTE Am    | 911 | Proton Competition        | 3:54.129     |           | 55   |
| 55   | LMGTE Am    | 16  | Proton Competition        | 3:54.293     |           | 56   |
| 56   | LMGTE Am    | 98  | Northwest AMR             | 3:54.498     |           | 57   |
| 57   | LMGTE Am    | 66  | JMW Motorsport            | 3:55.991     |           | 58   |
| 58   | LMGTE Am    | 88  | Proton Competition        | 3:58.486     |           | 59   |
| 59   | LMP2        | 36  | Alpine Elf Team           | 3:59.171     |           | 38   |
| 60   | LMP2 Pro-Am | 13  | Tower Motorsports         | Geen tijd    |           | 60   |
| 61   | Hypercar    | 38  | Hertz Team Jota           | Geen tijd    |           | 61   |
| 62   | LMGTE Am    | 777 | D'Station Racing          | Geen tijd    |           | 62   |

## Uitslag
Winnaars in hun klasse zijn vetgedrukt; Hypercar is rood, LMP2 is blauw en LMGTE Am is oranje.
| Pos. | Klasse      | No. | Team                      | Coureurs                                                    | Chassis                            | Banden | Ronden | Tijd/Reden     |
| Pos. | Klasse      | No. | Team                      | Coureurs                                                    | Motor                              | Banden | Ronden | Tijd/Reden     |
| ---- | ----------- | --- | ------------------------- | ----------------------------------------------------------- | ---------------------------------- | ------ | ------ | -------------- |
| 1    | Hypercar    | 51  | Ferrari - AF Corse        | James Calado Antonio Giovinazzi Alessandro Pier Guidi       | Ferrari 499P                       | M      | 342    | 24:00:18.099   |
| 1    | Hypercar    | 51  | Ferrari - AF Corse        | James Calado Antonio Giovinazzi Alessandro Pier Guidi       | Ferrari 3.0L Turbo V6              | M      | 342    | 24:00:18.099   |
| 2    | Hypercar    | 8   | Toyota Gazoo Racing       | Sébastien Buemi Brendon Hartley Ryō Hirakawa                | Toyota GR010 Hybrid                | M      | 342    | +1:21.793      |
| 2    | Hypercar    | 8   | Toyota Gazoo Racing       | Sébastien Buemi Brendon Hartley Ryō Hirakawa                | Toyota H8909 3.5L Turbo V6         | M      | 342    | +1:21.793      |
| 3    | Hypercar    | 2   | Cadillac Racing           | Earl Bamber Alex Lynn Richard Westbrook                     | Cadillac V-Series.R                | M      | 341    | +1 ronde       |
| 3    | Hypercar    | 2   | Cadillac Racing           | Earl Bamber Alex Lynn Richard Westbrook                     | Cadillac LMC55R 5.5L V8            | M      | 341    | +1 ronde       |
| 4    | Hypercar    | 3   | Cadillac Racing           | Sébastien Bourdais Scott Dixon Renger van der Zande         | Cadillac V-Series.R                | M      | 340    | +2 ronden      |
| 4    | Hypercar    | 3   | Cadillac Racing           | Sébastien Bourdais Scott Dixon Renger van der Zande         | Cadillac LMC55R 5.5L V8            | M      | 340    | +2 ronden      |
| 5    | Hypercar    | 50  | Ferrari - AF Corse        | Antonio Fuoco Miguel Molina Nicklas Nielsen                 | Ferrari 499P                       | M      | 337    | +5 ronden      |
| 5    | Hypercar    | 50  | Ferrari - AF Corse        | Antonio Fuoco Miguel Molina Nicklas Nielsen                 | Ferrari 3.0L Turbo V6              | M      | 337    | +5 ronden      |
| 6    | Hypercar    | 708 | Glickenhaus Racing        | Ryan Briscoe Romain Dumas Olivier Pla                       | Glickenhaus 007 LMH                | M      | 335    | +7 ronden      |
| 6    | Hypercar    | 708 | Glickenhaus Racing        | Ryan Briscoe Romain Dumas Olivier Pla                       | Glickenhaus P21 3.5L Turbo V8      | M      | 335    | +7 ronden      |
| 7    | Hypercar    | 709 | Glickenhaus Racing        | Nathanaël Berthon Esteban Gutiérrez Franck Mailleux         | Glickenhaus 007 LMH                | M      | 333    | +9 ronden      |
| 7    | Hypercar    | 709 | Glickenhaus Racing        | Nathanaël Berthon Esteban Gutiérrez Franck Mailleux         | Glickenhaus P21 3.5L Turbo V8      | M      | 333    | +9 ronden      |
| 8    | Hypercar    | 93  | Peugeot TotalEnergies     | Paul di Resta Mikkel Jensen Jean-Éric Vergne                | Peugeot 9X8                        | M      | 330    | +12 ronden     |
| 8    | Hypercar    | 93  | Peugeot TotalEnergies     | Paul di Resta Mikkel Jensen Jean-Éric Vergne                | Peugeot 2.6L Turbo V6              | M      | 330    | +12 ronden     |
| 9    | LMP2        | 34  | Inter Europol Competition | Albert Costa Fabio Scherer Jakub Śmiechowski                | Oreca 07                           | G      | 328    | +14 ronden     |
| 9    | LMP2        | 34  | Inter Europol Competition | Albert Costa Fabio Scherer Jakub Śmiechowski                | Gibson GK428 4.2L V8               | G      | 328    | +14 ronden     |
| 10   | LMP2        | 41  | Team WRT                  | Rui Andrade Louis Delétraz Robert Kubica                    | Oreca 07                           | G      | 328    | +14 ronden     |
| 10   | LMP2        | 41  | Team WRT                  | Rui Andrade Louis Delétraz Robert Kubica                    | Gibson GK428 4.2L V8               | G      | 328    | +14 ronden     |
| 11   | LMP2        | 30  | Duqueine Team             | René Binder Neel Jani Nico Pino                             | Oreca 07                           | G      | 327    | +15 ronden     |
| 11   | LMP2        | 30  | Duqueine Team             | René Binder Neel Jani Nico Pino                             | Gibson GK428 4.2L V8               | G      | 327    | +15 ronden     |
| 12   | LMP2        | 36  | Alpine Elf Team           | Julien Canal Charles Milesi Matthieu Vaxivière              | Oreca 07                           | G      | 327    | +15 ronden     |
| 12   | LMP2        | 36  | Alpine Elf Team           | Julien Canal Charles Milesi Matthieu Vaxivière              | Gibson GK428 4.2L V8               | G      | 327    | +15 ronden     |
| 13   | LMP2        | 31  | Team WRT                  | Robin Frijns Sean Gelael Ferdinand Habsburg                 | Oreca 07                           | G      | 327    | +15 ronden     |
| 13   | LMP2        | 31  | Team WRT                  | Robin Frijns Sean Gelael Ferdinand Habsburg                 | Gibson GK428 4.2L V8               | G      | 327    | +15 ronden     |
| 14   | LMP2        | 48  | IDEC Sport                | Paul-Loup Chatin Laurents Hörr Paul Lafargue                | Oreca 07                           | G      | 327    | +15 ronden     |
| 14   | LMP2        | 48  | IDEC Sport                | Paul-Loup Chatin Laurents Hörr Paul Lafargue                | Gibson GK428 4.2L V8               | G      | 327    | +15 ronden     |
| 15   | LMP2        | 10  | Vector Sport              | Gabriel Aubry Ryan Cullen Matthias Kaiser                   | Oreca 07                           | G      | 325    | +17 ronden     |
| 15   | LMP2        | 10  | Vector Sport              | Gabriel Aubry Ryan Cullen Matthias Kaiser                   | Gibson GK428 4.2L V8               | G      | 325    | +17 ronden     |
| 16   | Hypercar    | 5   | Porsche Penske Motorsport | Dane Cameron Michael Christensen Frédéric Makowiecki        | Porsche 963                        | M      | 325    | +17 ronden     |
| 16   | Hypercar    | 5   | Porsche Penske Motorsport | Dane Cameron Michael Christensen Frédéric Makowiecki        | Porsche 9RD 4.6L Turbo V8          | M      | 325    | +17 ronden     |
| 17   | Hypercar    | 311 | Action Express Racing     | Jack Aitken Pipo Derani Alexander Sims                      | Cadillac V-Series.R                | M      | 324    | +18 ronden     |
| 17   | Hypercar    | 311 | Action Express Racing     | Jack Aitken Pipo Derani Alexander Sims                      | Cadillac LMC55R 5.5L V8            | M      | 324    | +18 ronden     |
| 18   | LMP2        | 23  | United Autosports         | Tom Blomqvist Oliver Jarvis Josh Pierson                    | Oreca 07                           | G      | 323    | +19 ronden     |
| 18   | LMP2        | 23  | United Autosports         | Tom Blomqvist Oliver Jarvis Josh Pierson                    | Gibson GK428 4.2L V8               | G      | 323    | +19 ronden     |
| 19   | LMP2        | 35  | Alpine Elf Team           | Olli Caldwell André Negrão Memo Rojas                       | Oreca 07                           | G      | 322    | +20 ronden     |
| 19   | LMP2        | 35  | Alpine Elf Team           | Olli Caldwell André Negrão Memo Rojas                       | Gibson GK428 4.2L V8               | G      | 322    | +20 ronden     |
| 20   | LMP2 Pro-Am | 45  | Algarve Pro Racing        | James Allen Colin Braun George Kurtz                        | Oreca 07                           | G      | 322    | +20 ronden     |
| 20   | LMP2 Pro-Am | 45  | Algarve Pro Racing        | James Allen Colin Braun George Kurtz                        | Gibson GK428 4.2L V8               | G      | 322    | +20 ronden     |
| 21   | LMP2        | 22  | United Autosports         | Filipe Albuquerque Philip Hanson Frederick Lubin            | Oreca 07                           | G      | 321    | +21 ronden     |
| 21   | LMP2        | 22  | United Autosports         | Filipe Albuquerque Philip Hanson Frederick Lubin            | Gibson GK428 4.2L V8               | G      | 321    | +21 ronden     |
| 22   | Hypercar    | 6   | Porsche Penske Motorsport | Kévin Estre André Lotterer Laurens Vanthoor                 | Porsche 963                        | M      | 320    | +22 ronden     |
| 22   | Hypercar    | 6   | Porsche Penske Motorsport | Kévin Estre André Lotterer Laurens Vanthoor                 | Porsche 9RD 4.6L Turbo V8          | M      | 320    | +22 ronden     |
| 23   | LMP2 Pro-Am | 37  | Cool Racing               | Alexandre Coigny Malthe Jakobsen Nicolas Lapierre           | Oreca 07                           | G      | 317    | +25 ronden     |
| 23   | LMP2 Pro-Am | 37  | Cool Racing               | Alexandre Coigny Malthe Jakobsen Nicolas Lapierre           | Gibson GK428 4.2L V8               | G      | 317    | +25 ronden     |
| 24   | LMP2        | 28  | Jota                      | Pietro Fittipaldi David Heinemeier Hansson Oliver Rasmussen | Oreca 07                           | G      | 316    | +26 ronden     |
| 24   | LMP2        | 28  | Jota                      | Pietro Fittipaldi David Heinemeier Hansson Oliver Rasmussen | Gibson GK428 4.2L V8               | G      | 316    | +26 ronden     |
| 25   | LMP2        | 65  | Panis Racing              | Tijmen van der Helm Manuel Maldonado Job van Uitert         | Oreca 07                           | G      | 316    | +26 ronden     |
| 25   | LMP2        | 65  | Panis Racing              | Tijmen van der Helm Manuel Maldonado Job van Uitert         | Gibson GK428 4.2L V8               | G      | 316    | +26 ronden     |
| 26   | LMGTE Am    | 33  | Corvette Racing           | Nick Catsburg Ben Keating Nicolás Varrone                   | Chevrolet Corvette C8.R            | M      | 313    | +29 ronden     |
| 26   | LMGTE Am    | 33  | Corvette Racing           | Nick Catsburg Ben Keating Nicolás Varrone                   | Chevrolet LT6 5.5L V8              | M      | 313    | +29 ronden     |
| 27   | Hypercar    | 94  | Peugeot TotalEnergies     | Loïc Duval Gustavo Menezes Nico Müller                      | Peugeot 9X8                        | M      | 312    | +30 ronden     |
| 27   | Hypercar    | 94  | Peugeot TotalEnergies     | Loïc Duval Gustavo Menezes Nico Müller                      | Peugeot 2.6L Turbo V6              | M      | 312    | +30 ronden     |
| 28   | LMGTE Am    | 25  | ORT by TF                 | Ahmad Al Harthy Michael Dinan Charlie Eastwood              | Aston Martin Vantage AMR           | M      | 312    | +30 ronden     |
| 28   | LMGTE Am    | 25  | ORT by TF                 | Ahmad Al Harthy Michael Dinan Charlie Eastwood              | Aston Martin M177 4.0L Turbo V8    | M      | 312    | +30 ronden     |
| 29   | LMGTE Am    | 86  | GR Racing                 | Ben Barker Riccardo Pera Michael Wainwright                 | Porsche 911 RSR-19                 | M      | 312    | +30 ronden     |
| 29   | LMGTE Am    | 86  | GR Racing                 | Ben Barker Riccardo Pera Michael Wainwright                 | Porsche M98/80 4.2 L Flat-6        | M      | 312    | +30 ronden     |
| 30   | LMGTE Am    | 85  | Iron Dames                | Sarah Bovy Rahel Frey Michelle Gatting                      | Porsche 911 RSR-19                 | M      | 312    | +30 ronden     |
| 30   | LMGTE Am    | 85  | Iron Dames                | Sarah Bovy Rahel Frey Michelle Gatting                      | Porsche M98/80 4.2 L Flat-6        | M      | 312    | +30 ronden     |
| 31   | LMGTE Am    | 54  | AF Corse                  | Francesco Castellacci Thomas Flohr Davide Rigon             | Ferrari 488 GTE Evo                | M      | 312    | +30 ronden     |
| 31   | LMGTE Am    | 54  | AF Corse                  | Francesco Castellacci Thomas Flohr Davide Rigon             | Ferrari F154CB 3.9L Turbo V8       | M      | 312    | +30 ronden     |
| 32   | LMP2 Pro-Am | 43  | DKR Engineering           | Maxime Martin Tom van Rompuy Ugo de Wilde                   | Oreca 07                           | G      | 311    | +31 ronden     |
| 32   | LMP2 Pro-Am | 43  | DKR Engineering           | Maxime Martin Tom van Rompuy Ugo de Wilde                   | Gibson GK428 4.2L V8               | G      | 311    | +31 ronden     |
| 33   | LMGTE Am    | 98  | Northwest AMR             | Ian James Daniel Mancinelli Alex Riberas                    | Aston Martin Vantage AMR           | M      | 310    | +32 ronden     |
| 33   | LMGTE Am    | 98  | Northwest AMR             | Ian James Daniel Mancinelli Alex Riberas                    | Aston Martin M177 4.0L Turbo V8    | M      | 310    | +32 ronden     |
| 34   | LMP2        | 9   | Prema Racing              | Juan Manuel Correa Filip Ugran Bent Viscaal                 | Oreca 07                           | G      | 310    | +32 ronden     |
| 34   | LMP2        | 9   | Prema Racing              | Juan Manuel Correa Filip Ugran Bent Viscaal                 | Gibson GK428 4.2L V8               | G      | 310    | +32 ronden     |
| 35   | LMGTE Am    | 56  | Project 1 - AO            | Matteo Cairoli P. J. Hyett Gunnar Jeannette                 | Porsche 911 RSR-19                 | M      | 309    | +33 ronden     |
| 35   | LMGTE Am    | 56  | Project 1 - AO            | Matteo Cairoli P. J. Hyett Gunnar Jeannette                 | Porsche M98/80 4.2 L Flat-6        | M      | 309    | +33 ronden     |
| 36   | LMGTE Am    | 100 | Walkenhorst Motorsport    | Andrew Haryanto Chandler Hull Jeff Segal                    | Ferrari 488 GTE Evo                | M      | 307    | +35 ronden     |
| 36   | LMGTE Am    | 100 | Walkenhorst Motorsport    | Andrew Haryanto Chandler Hull Jeff Segal                    | Ferrari F154CB 3.9L Turbo V8       | M      | 307    | +35 ronden     |
| 37   | LMP2 Pro-Am | 39  | Graff Racing              | Giedo van der Garde Roberto Lacorte Patrick Pilet           | Oreca 07                           | G      | 303    | +39 ronden     |
| 37   | LMP2 Pro-Am | 39  | Graff Racing              | Giedo van der Garde Roberto Lacorte Patrick Pilet           | Gibson GK428 4.2L V8               | G      | 303    | +39 ronden     |
| 38   | LMGTE Am    | 74  | Kessel Racing             | Kei Cozzolino Yorikatsu Tsujiko Naoki Yokomizo              | Ferrari 488 GTE Evo                | M      | 303    | +39 ronden     |
| 38   | LMGTE Am    | 74  | Kessel Racing             | Kei Cozzolino Yorikatsu Tsujiko Naoki Yokomizo              | Ferrari F154CB 3.9L Turbo V8       | M      | 303    | +39 ronden     |
| 39   | Innovatief  | 24  | Hendrick Motorsports      | Jenson Button Jimmie Johnson Mike Rockenfeller              | Chevrolet Camaro ZL1               | G      | 285    | +57 ronden     |
| 39   | Innovatief  | 24  | Hendrick Motorsports      | Jenson Button Jimmie Johnson Mike Rockenfeller              | Chevrolet 6.2L LT4 supercharged V8 | G      | 285    | +57 ronden     |
| 40   | Hypercar    | 38  | Hertz Team Jota           | António Félix da Costa Will Stevens Ye Yifei                | Porsche 963                        | M      | 244    | +98 ronden     |
| 40   | Hypercar    | 38  | Hertz Team Jota           | António Félix da Costa Will Stevens Ye Yifei                | Porsche 9RD 4.6L Turbo V8          | M      | 244    | +98 ronden     |
| DNF  | LMGTE Am    | 57  | Kessel Racing             | Scott Huffaker Takeshi Kimura Daniel Serra                  | Ferrari 488 GTE Evo                | M      | 254    | Ongeluk        |
| DNF  | LMGTE Am    | 57  | Kessel Racing             | Scott Huffaker Takeshi Kimura Daniel Serra                  | Ferrari F154CB 3.9L Turbo V8       | M      | 254    | Ongeluk        |
| DNF  | LMGTE Am    | 911 | Proton Competition        | Michael Fassbender Richard Lietz Martin Rump                | Porsche 911 RSR-19                 | M      | 246    | Schade ongeluk |
| DNF  | LMGTE Am    | 911 | Proton Competition        | Michael Fassbender Richard Lietz Martin Rump                | Porsche M98/80 4.2 L Flat-6        | M      | 246    | Schade ongeluk |
| DNF  | LMP2 Pro-Am | 80  | AF Corse                  | Ben Barnicoat Norman Nato François Perrodo                  | Oreca 07                           | G      | 183    | Ongeluk        |
| DNF  | LMP2 Pro-Am | 80  | AF Corse                  | Ben Barnicoat Norman Nato François Perrodo                  | Gibson GK428 4.2L V8               | G      | 183    | Ongeluk        |
| DNF  | LMGTE Am    | 88  | Proton Competition        | Jonas Ried Harry Tincknell Don Yount                        | Porsche 911 RSR-19                 | M      | 170    | Ongeluk        |
| DNF  | LMGTE Am    | 88  | Proton Competition        | Jonas Ried Harry Tincknell Don Yount                        | Porsche M98/80 4.2 L Flat-6        | M      | 170    | Ongeluk        |
| DNF  | Hypercar    | 4   | Floyd Vanwall Racing Team | Tom Dillmann Esteban Guerrieri Tristan Vautier              | Vanwall Vandervell 680             | M      | 165    | Motor          |
| DNF  | Hypercar    | 4   | Floyd Vanwall Racing Team | Tom Dillmann Esteban Guerrieri Tristan Vautier              | Gibson GL458 4.5L V8               | M      | 165    | Motor          |
| DNF  | LMGTE Am    | 777 | D'Station Racing          | Tomonobu Fujii Satoshi Hoshino Casper Stevenson             | Aston Martin Vantage AMR           | M      | 163    | Elektrisch     |
| DNF  | LMGTE Am    | 777 | D'Station Racing          | Tomonobu Fujii Satoshi Hoshino Casper Stevenson             | Aston Martin M177 4.0L Turbo V8    | M      | 163    | Elektrisch     |
| DNF  | LMP2        | 47  | Cool Racing               | Reshad de Gerus Vladislav Lomko Simon Pagenaud              | Oreca 07                           | G      | 158    | Ongeluk        |
| DNF  | LMP2        | 47  | Cool Racing               | Reshad de Gerus Vladislav Lomko Simon Pagenaud              | Gibson GK428 4.2L V8               | G      | 158    | Ongeluk        |
| DNF  | LMGTE Am    | 77  | Dempsey-Proton Racing     | Julien Andlauer Christian Ried Mikkel O. Pedersen           | Porsche 911 RSR-19                 | M      | 118    | Schade ongeluk |
| DNF  | LMGTE Am    | 77  | Dempsey-Proton Racing     | Julien Andlauer Christian Ried Mikkel O. Pedersen           | Porsche M98/80 4.2 L Flat-6        | M      | 118    | Schade ongeluk |
| DNF  | LMP2 Pro-Am | 32  | Inter Europol Competition | Anders Fjordbach Mark Kvamme Jan Magnussen                  | Oreca 07                           | G      | 117    | Ophanging      |
| DNF  | LMP2 Pro-Am | 32  | Inter Europol Competition | Anders Fjordbach Mark Kvamme Jan Magnussen                  | Gibson GK428 4.2L V8               | G      | 117    | Ophanging      |
| DNF  | LMP2        | 63  | Prema Racing              | Mirko Bortolotti Daniil Kvjat Doriane Pin                   | Oreca 07                           | G      | 113    | Ongeluk        |
| DNF  | LMP2        | 63  | Prema Racing              | Mirko Bortolotti Daniil Kvjat Doriane Pin                   | Gibson GK428 4.2L V8               | G      | 113    | Ongeluk        |
| DNF  | Hypercar    | 7   | Toyota Gazoo Racing       | Mike Conway Kamui Kobayashi José María López                | Toyota GR010 Hybrid                | M      | 103    | Ongeluk        |
| DNF  | Hypercar    | 7   | Toyota Gazoo Racing       | Mike Conway Kamui Kobayashi José María López                | Toyota H8909 3.5L Turbo V6         | M      | 103    | Ongeluk        |
| DNF  | LMGTE Am    | 66  | JMW Motorsport            | Thomas Neubauer Giacomo Petrobelli Louis Prette             | Ferrari 488 GTE Evo                | M      | 89     | Ongeluk        |
| DNF  | LMGTE Am    | 66  | JMW Motorsport            | Thomas Neubauer Giacomo Petrobelli Louis Prette             | Ferrari F154CB 3.9L Turbo V8       | M      | 89     | Ongeluk        |
| DNF  | LMP2 Pro-Am | 923 | Racing Team Turkey        | Tom Gamble Dries Vanthoor Salih Yoluç                       | Oreca 07                           | G      | 87     | Ophanging      |
| DNF  | LMP2 Pro-Am | 923 | Racing Team Turkey        | Tom Gamble Dries Vanthoor Salih Yoluç                       | Gibson GK428 4.2L V8               | G      | 87     | Ophanging      |
| DNF  | Hypercar    | 75  | Porsche Penske Motorsport | Mathieu Jaminet Felipe Nasr Nick Tandy                      | Porsche 963                        | M      | 84     | Benzinedruk    |
| DNF  | Hypercar    | 75  | Porsche Penske Motorsport | Mathieu Jaminet Felipe Nasr Nick Tandy                      | Porsche 9RD 4.6L Turbo V8          | M      | 84     | Benzinedruk    |
| DNF  | LMGTE Am    | 72  | TF Sport                  | Valentin Hasse-Clot Arnold Robin Maxime Robin               | Aston Martin Vantage AMR           | M      | 58     | Ongeluk        |
| DNF  | LMGTE Am    | 72  | TF Sport                  | Valentin Hasse-Clot Arnold Robin Maxime Robin               | Aston Martin M177 4.0L Turbo V8    | M      | 58     | Ongeluk        |
| DNF  | LMGTE Am    | 83  | Richard Mille AF Corse    | Luis Pérez Companc Alessio Rovera Lilou Wadoux              | Ferrari 488 GTE Evo                | M      | 33     | Ongeluk        |
| DNF  | LMGTE Am    | 83  | Richard Mille AF Corse    | Luis Pérez Companc Alessio Rovera Lilou Wadoux              | Ferrari F154CB 3.9L Turbo V8       | M      | 33     | Ongeluk        |
| DNF  | LMGTE Pro   | 16  | Proton Competition        | Ryan Hardwick Jan Heylen Zacharie Robichon                  | Porsche 911 RSR-19                 | M      | 28     | Ongeluk        |
| DNF  | LMGTE Pro   | 16  | Proton Competition        | Ryan Hardwick Jan Heylen Zacharie Robichon                  | Porsche M98/80 4.2 L Flat-6        | M      | 28     | Ongeluk        |
| DNF  | LMGTE Am    | 60  | Iron Lynx                 | Matteo Cressoni Alessio Picariello Claudio Schiavoni        | Porsche 911 RSR-19                 | M      | 28     | Ongeluk        |
| DNF  | LMGTE Am    | 60  | Iron Lynx                 | Matteo Cressoni Alessio Picariello Claudio Schiavoni        | Porsche M98/80 4.2 L Flat-6        | M      | 28     | Ongeluk        |
| DNF  | LMGTE Am    | 55  | GMB Motorsport            | Gustav Birch Jens Reno Møller Marco Sørensen                | Aston Martin Vantage AMR           | M      | 21     | Ongeluk        |
| DNF  | LMGTE Am    | 55  | GMB Motorsport            | Gustav Birch Jens Reno Møller Marco Sørensen                | Aston Martin M177 4.0L Turbo V8    | M      | 21     | Ongeluk        |
| DNF  | LMGTE Am    | 21  | AF Corse                  | Simon Mann Ulysse de Pauw Julien Piguet                     | Ferrari 488 GTE Evo                | M      | 21     | Ongeluk        |
| DNF  | LMGTE Am    | 21  | AF Corse                  | Simon Mann Ulysse de Pauw Julien Piguet                     | Ferrari F154CB 3.9L Turbo V8       | M      | 21     | Ongeluk        |
| DNF  | LMP2 Pro-Am | 13  | Tower Motorsports         | René Rast Ricky Taylor Steven Thomas                        | Oreca 07                           | G      | 19     | Ongeluk        |
| DNF  | LMP2 Pro-Am | 13  | Tower Motorsports         | René Rast Ricky Taylor Steven Thomas                        | Gibson GK428 4.2L V8               | G      | 19     | Ongeluk        |
| DNF  | LMP2 Pro-Am | 14  | Nielsen Racing            | Mathias Beche Ben Hanley Rodrigo Sales                      | Oreca 07                           | G      | 18     | Ongeluk        |
| DNF  | LMP2 Pro-Am | 14  | Nielsen Racing            | Mathias Beche Ben Hanley Rodrigo Sales                      | Gibson GK428 4.2L V8               | G      | 18     | Ongeluk        |

## Tussenstanden na wedstrijd
Hypercar (coureurs)
| Pos | Coureur                                               | Punten |
| --- | ----------------------------------------------------- | ------ |
| 1   | Sébastien Buemi Brendon Hartley Ryō Hirakawa          | 107    |
| 2   | James Calado Antonio Giovinazzi Alessandro Pier Guidi | 82     |
| 3   | Earl Bamber Alex Lynn Richard Westbrook               | 70     |
| 4   | Antonio Fuoco Miguel Molina Nicklas Nielsen           | 67     |
| 5   | Mike Conway Kamui Kobayashi José María López          | 66     |

Hypercar (constructeurs)
| Pos | Constructeur | Punten |
| --- | ------------ | ------ |
| 1   | Toyota       | 126    |
| 2   | Ferrari      | 107    |
| 3   | Cadillac     | 70     |
| 4   | Porsche      | 54     |
| 5   | Peugeot      | 35     |

Hypercar (teams)
| Pos | Nr | Constructeur    | Punten |
| --- | -- | --------------- | ------ |
| 1   | 38 | Hertz Team Jota | 75     |

LMP2 (coureurs)
| Pos | Coureur                                      | Punten |
| --- | -------------------------------------------- | ------ |
| 1   | Rui Andrade Louis Delétraz Robert Kubica     | 94     |
| 2   | Albert Costa Fabio Scherer Jakub Śmiechowski | 90     |
| 3   | Philip Hanson Frederick Lubin                | 74     |
| 4   | Oliver Jarvis Josh Pierson                   | 61     |
| 5   | Filipe Albuquerque                           | 56     |

LMP2 (teams)
| Pos | Nr | Team                      | Punten |
| --- | -- | ------------------------- | ------ |
| 1   | 41 | Team WRT                  | 94     |
| 2   | 34 | Inter Europol Competition | 90     |
| 3   | 22 | United Autosports         | 74     |
| 4   | 23 | United Autosports         | 61     |
| 5   | 31 | Team WRT                  | 52     |

LMGTE Am (coureurs)
| Pos | Coureur                                         | Punten |
| --- | ----------------------------------------------- | ------ |
| 1   | Nick Catsburg Ben Keating Nicolás Varrone       | 133    |
| 2   | Ahmad Al Harthy Michael Dinan Charlie Eastwood  | 59     |
| 3   | Sarah Bovy Rahel Frey Michelle Gatting          | 56     |
| 4   | Francesco Castellacci Thomas Flohr Davide Rigon | 47     |
| 5   | Luis Pérez Companc Alessio Rovera Lilou Wadoux  | 43     |

LMGTE Am (teams)
| Pos | Nr | Team                   | Punten |
| --- | -- | ---------------------- | ------ |
| 1   | 33 | Corvette Racing        | 133    |
| 2   | 25 | ORT by TF              | 59     |
| 3   | 85 | Iron Dames             | 56     |
| 4   | 54 | AF Corse               | 47     |
| 5   | 83 | Richard Mille AF Corse | 43     |

1923 · 1924 · 1925 · 1926 · 1927 · 1928 · 1929 · 1930 · 1931 · 1932 · 1933 · 1934 · 1935 · 1936 · 1937 · 1938 · 1939 · 1940 - 1948 · 1949 · 1950 · 1951 · 1952 · 1953 · 1954 · 1955 (Ramp) · 1956 · 1957 · 1958 · 1959 · 1960 · 1961 · 1962 · 1963 · 1964 · 1965 · 1966 · 1967 · 1968 · 1969 · 1970 · 1971 · 1972 · 1973 · 1974 · 1975 · 1976 · 1977 · 1978 · 1979 · 1980 · 1981 · 1982 · 1983 · 1984 · 1985 · 1986 · 1987 · 1988 · 1989 · 1990 · 1991 · 1992 · 1993 · 1994 · 1995 · 1996 · 1997 · 1998 · 1999 · 2000 · 2001 · 2002 · 2003 · 2004 · 2005 · 2006 · 2007 · 2008 · 2009 · 2010 · 2011 · 2012 · 2013 · 2014 · 2015 · 2016 · 2017 · 2018 · 2019 · 2020 · 2021 · 2022 · 2023 · 2024